# チャーリー・ロバートソン
チャーリー・ロバートソン（Charles Culbertson Robertson, 1896年1月31日 - 1984年8月23日）は、アメリカ合衆国テキサス州デクスター出身のプロ野球選手（投手）。右投げ左打ち。
1922年にMLB史上5人目の完全試合を達成した。

## 経歴
オースチン大学を卒業後、ホワイトソックスに入団。1919年5月13日の試合に先発しメジャーにデビューする。速球と大きなスローカーブが持ち味の投手だったが、この時は2イニングで2点を失い敗戦投手となった。一旦メジャーから降格した後、再びホワイトソックスの投手として先発したのは1922年のことである。
ロバートソンは1922年の4月26日のクリーブランド・インディアンス戦で初勝利を挙げたあと、4月30日の対デトロイト・タイガース戦で完全試合を達成する。この日タイガースの本拠地ネビン・フィールドには25,000人もの観客が詰め掛け、グラウンドにロープを張ってあふれた客を入れるほどであった。2回裏、タイガースの三番打者ボブ・ヴィーチがこのあふれた観客の中に飛び込みそうな打球を放ったが、ホワイトソックスのレフトを守っていたジョニー・モスティルがこの打球をロープぎりぎりで好捕し、ロバートソンを助けた。俊足だったモスティルの普段の守備位置はセンターだったのだが、この試合ではたまたまレフトを守っていたのもロバートソンには幸運だった。
無名の投手の突然の好投に、タイガースのタイ・カッブとハリー・ハイルマンは、ロバートソンがボールに不正な操作をしていると抗議し、試合は2度中断されたが、ロバートソンの好投を止めることはできなかった。試合後タイガースは、この試合で使われたボールをアメリカンリーグ会長だったバン・ジョンソンの元に送りつけ、不正操作がないかを調べるよう主張したが、不正の跡は見つからなかった。それでもカッブは諦めきれず、亡くなるまでロバートソンがボールを操作したといい続けていたそうである。
この年ロバートソンは自己最多の14勝（15敗）の成績を挙げ、翌1923年までホワイトソックスの先発陣の一人として活躍したが、1924年以降は4勝10敗、8勝12敗と勝てなくなり、1925年シーズンオフにホワイトソックスから放出される。その後セントルイス・ブラウンズ、ボストン・ブレーブスと在籍するが勝ち星が伸びず、1928年6月18日の登板が彼のメジャーでの最後の登板となった。
ロバートソンは1984年に、テキサス州フォートワースで88歳で亡くなった。

## 詳細情報

### 投手成績
| 年 度   | 球 団   | 登 板 | 先 発 | 完 投 | 完 封 | 無 四 球 | 勝 利 | 敗 戦 | セ 丨 ブ | ホ 丨 ル ド | 勝 率 | 打 者 | 投 球 回 | 被 安 打 | 被 本 塁 打 | 与 四 球 | 敬 遠 | 与 死 球 | 奪 三 振 | 暴 投 | ボ 丨 ク | 失 点 | 自 責 点 | 防 御 率 | W H I P |
| ------- | ------- | ----- | ----- | ----- | ----- | -------- | ----- | ----- | -------- | ----------- | ----- | ----- | -------- | -------- | ----------- | -------- | ----- | -------- | -------- | ----- | -------- | ----- | -------- | -------- | ------- |
| 1919    | CWS     | 1     | 1     | 0     | 0     | 0        | 0     | 1     | 0        | 0           | .000  | 9     | 2.0      | 5        | 0           | 0        |       | 0        | 1        | 0     | 0        | 2     | 2        | 9.00     | 2.50    |
| 1922    | CWS     | 37    | 34    | 21    | 3     |          | 14    | 15    | 0        | 0           | .483  | 1166  | 272.0    | 294      | 9           | 89       |       | 4        | 83       | 0     | 1        | 124   | 110      | 3.64     | 1.41    |
| 1923    | CWS     | 38    | 34    | 17    | 1     |          | 13    | 18    | 0        | 0           | .419  | 1109  | 255.0    | 262      | 8           | 104      |       | 5        | 91       | 5     | 0        | 126   | 108      | 3.81     | 1.44    |
| 1924    | CWS     | 17    | 14    | 5     | 0     |          | 4     | 10    | 0        | 0           | .286  | 444   | 97.1     | 108      | 2           | 54       |       | 0        | 29       | 3     | 0        | 65    | 54       | 4.99     | 1.66    |
| 1925    | CWS     | 24    | 23    | 6     | 2     |          | 8     | 12    | 0        | 0           | .400  | 630   | 137.0    | 181      | 8           | 47       |       | 2        | 27       | 2     | 0        | 96    | 80       | 5.26     | 1.66    |
| 1926    | SLB     | 8     | 7     | 1     | 0     |          | 1     | 2     | 0        | 0           | .333  | 142   | 28.0     | 38       | 4           | 21       |       | 2        | 13       | 0     | 0        | 27    | 26       | 8.36     | 2.11    |
| 1927    | BSN     | 28    | 21    | 6     | 0     |          | 7     | 17    | 0        | 0           | .292  | 693   | 154.1    | 188      | 2           | 46       |       | 4        | 49       | 4     | 1        | 90    | 81       | 4.72     | 1.52    |
| 1928    | BSN     | 13    | 7     | 3     | 0     |          | 2     | 5     | 1        | 0           | .286  | 260   | 59.1     | 73       | 5           | 16       | 2     | 0        | 17       | 2     | 0        | 40    | 35       | 5.31     | 1.50    |
| MLB:8年 | MLB:8年 | 166   | 141   | 59    | 6     |          | 49    | 80    | 1        | 0           | .380  | 4453  | 1005.0   | 1149     | 38          | 377      | 2*    | 17       | 310      | 16    | 2        | 570   | 496      | 4.44     | 1.52    |

### 獲得タイトル・記録
- 完全試合：1922年4月30日

※MLB史上初のビジターゲームでの完全試合でもある。

### 打撃成績
- 通算成績：166試合、327打数68安打、本塁打0、打点19、打率.208